# Juan José Zapater Rodríguez

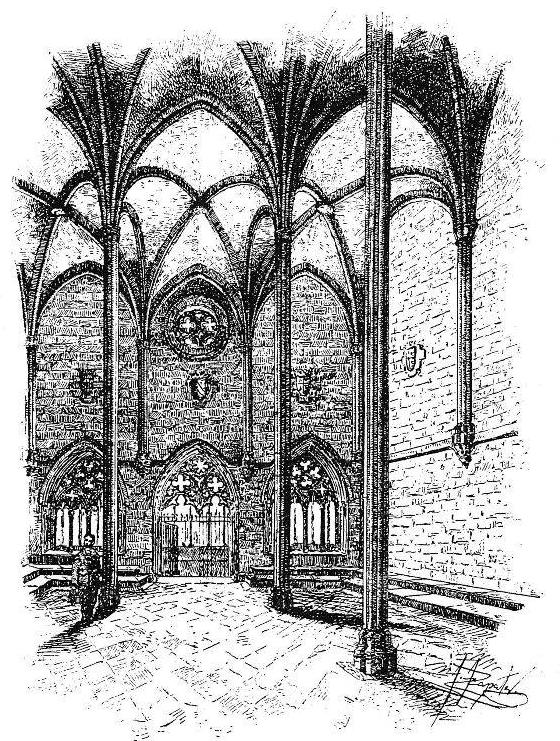
Dibuix de Zapater (amb la signatura amb la part inferior dreta) de l'aula capitular del Convent de Sant Doménec de València.

Juan José Zapater Rodríguez, conegut també com a Juan Zapater o J. J. Zapater, (València, 19 de març de 1867 - València, 1922) fou un pintor, il·lustrador i acadèmic valencià, en l'obra del qual destaquen els retrats i sèries costumistes i regionalistes valencianes.
Des de molt jove destacà en el camp de la pintura, obtenint un premi especial de la Reial Acadèmia de Belles Arts de Sant Carles de València. En aquesta ciutat va iniciar els seus estudis, traslladant-se més tard a Roma i a Florència en ser pensionat per l'Estat perquè seguira amb els seus estudis. Allí va conèixer a Emili Sala, amb qui es trasllada novament, aquesta vegada a París, on finalitzarà la seua formació artística.
A la seua tornada s'establí definitivament a València, on destacà com a pintor costumista i retratista. Presentà diverses obres a diferents certàmens, com l'Exposició Nacional de Belles Arts de 1887, en la qual va obtindre la tercera medalla amb la seua obra Pas de les Termòpiles, molt afalagada per la crítica. Va tornar a rebre aquesta distinció l'any 1890 pel quadre Una poesía, que havia sigut exposat en l'Exposició Universal de París (1889), i que en l'actualitat és propietat del Museu del Prado, el qual el té en dipòsit en les dependències del Teatro Real de Madrid. Altres obres seues destacades són Scherzo in Carnavale, exposat en la National Gallery de Londres i l'Estudi de Goya, presentat en l'Exposició Regional de València en 1920.
Va dedicar gran part de la seua carrera a la docència a l'Acadèmia de Belles Arts de Sant Carles de València, on va formar a nombrosos artistes valenncians de principis del segle xx. Dels seus treballs com a il·lustrador destaquen, les seues col·laboracions amb el periòdic Las Provincias i treballs a ploma per al tom titulat Valencia, de Teodor Llorente, dins de l'obra España, sus monumentos y artes; i també per a la Historia de Sagunto, d'Antoni Chabret i Fraga, i El Teatro, del poeta Francisco Sosa Escalante, així com un àlbum d'aquarel·les sobre el palau d'Alcañices, propietat de José Isidro Osorio y Silva-Bazán, duc d'Alburquerque i marqués de Alcañices, mentor d'Alfons XIII.